# Harris Nicholson
Olof Harris Nicholson, född 27 mars 1896 i Alnö församling i Västernorrlands län, död 6 december 1968 i samma församling, var en svensk-amerikansk skulptör.
Han var son till tjänstemannen Axel Görgen Nicolaisen och Ingrid Brita Åstrand och bror till Georg Nicolaisen. Nicholson studerade skulptur och var verksam i Sverige fram till 1923 då han utvandrade till Amerika. I Amerika utförde han dekorativa skulpturuppdrag som präglades av en stor teknisk kunnighet och med en stor känsla för den dekorativa effekten.